# راهنمایی والدین (فیلم)
راهنمایی والدین (به انگلیسی: Parental Guidance) فیلمی محصول سال ۲۰۱۲ و به کارگردانی اندی فیکمن است. در این فیلم بازیگرانی همچون بیلی کریستال، بت میدلر، مریسا تومی، تام اورت اسکات، بیلی مدیسن، جاشوا راش، جده واتانابه، ردا گریفیس، جنیفر کریستال فولی و تونی هاک ایفای نقش کرده‌اند.